# Neufuchsin
Neufuchsin, systematische Bezeichnung nach Colour Index C.I. Basic Violet 2, ist ein kationischer Triphenylmethanfarbstoff, der in Alkohol (Ethanol) gelöst in der Mikroskopie und Histologie sowie der Industrie zum Färben verwendet wird. Neufuchsin hat in Lösung eine rote Farbe, die leicht in violett übergeht.

## Verwendung
Neufuchsin wird als Farbstoff für Leder, Papier und Polyacrylnitril verwendet.
In der Mikrobiologie verwendet man es zum Färben von säurefesten Mikroorganismen zum Beispiel in der Ziehl-Neelsen-Färbung. Des Weiteren kann es als Schiffsche Reagenz zur Aufklärung von Aldehyden genutzt werden.
In der Mikroskopie verwendet man es außerdem zum Färben von Cellulose und Lignin. Cellulose färbt sich durch Neufuchsin rot, ligninhaltige Strukturen violett. Neufuchsin kann als Bestandteil einer ACN-Färbelösung, welche außer Neufuchsin Astrablau und Chrysoidin enthält, alle strukturbildenden Bestandteile von Pflanzenzellen unter dem Mikroskop farblich unterscheidbar machen.